# 池袋ショッピングパーク
池袋ショッピングパーク（いけぶくろショッピングパーク、英: Ikebukuro Shopping Park、略称：ISP）は、池袋駅東口（東京都豊島区南池袋一丁目）にある地下ショッピングセンターおよび公共地下駐車場である。ヨドバシホールディングス子会社の株式会社池袋ショッピングパークが運営している。

## 概要
池袋ショッピングパークは株式会社池袋ショッピングパークが運営するショッピングセンターおよび公共地下駐車場である。地下1階のショッピングセンターは、南・北の2館体制で食品・飲食や衣料・雑貨等のテナントが入居しており、数年ごとにリニューアルされている。年間入館客数は2,685万人（2018年度）。一部はヨドバシHD池袋ビル・西武池袋本店の地下1階と連絡通路で繋がっている。地下2階の公共地下駐車場は、171台収容可能な24時間営業の自走式駐車場である。年間駐車台数は311千台（2018年度）。公共地下駐車場は西武池袋本店の契約駐車場でもある。
運営会社の株式会社池袋ショッピングパークは後述する経緯から西武鉄道および西武百貨店が出資して設立され、両者の持分は企業再編を経てフォートレス・インベストメント・グループ傘下のそごう・西武および西武ホールディングス（24.2%を間接保有し持分法適用会社としていた）に引き継がれていたが、2023年（令和5年）9月13日にそごう・西武がヨドバシホールディングスへの株式譲渡を決議、同社の子会社となり、社長を含む取締役もヨドバシ出身者に交代した。

## 沿革
第二次世界大戦後の戦災復興都市計画の一環として区画整理事業が行なわれることとなった。闇市が軒を連ねていた池袋駅東口に東京都都市計画課の主導により駅前広場が作られることになり、地下1階に商店街、同2階に駐車場を持つ地下街の建設が計画された。
- 1952年3月 - 地元有志数人が発起人となり、駅前広場下に地下商店街を設置することを企画、東京都知事に申請を行う[8] 。
- 1957年8月 - 東京都により、池袋東口駅前地下に都市計画事業としての自動車駐車場設置の都市計画決定がなされる。翌年4月に駐車場法施行[8]。
- 1958年9月 - 発起人により池袋地下道駐車場株式会社設立事務所が設置され、建設大臣に特許申請書を提出。競願者の西武鉄道および西武百貨店より全面協力の確約を得る。
- 1959年4月 - 発起人及び地元縁故者等より資本を公募し、池袋地下道駐車場株式会社を設立。代表取締役会長として徳川義親、代表取締役社長として岩崎憲吉が就任[8]。
- 1961年5月 - 都市計画法に基づく東京都都市計画自動車駐車場（池袋）事業及び東京都市計画街路（池袋駅附近地下道）事業に対し、建設大臣より特許を与えられる[8]。
- 1961年12月 - 東京都知事より都市計画法に基づく事業の実施設計の認可を受ける[8]。
- 1962年3月 - 地下商店街と都内初の公共地下駐車場が着工。日本初のフローティング・アイランド工法や、ダブルスパイラル方式の駐車場出入口などが注目される[9]。
- 1964年9月 - 公共通路開通、商店街と駐車場の営業開始[8]。
- 1979年11月 - 株式会社池袋ショッピングパークに商号変更[9]。
- 1981年度 - 全国地下街で年間坪売上高1位となる。
- 1984年度 - ISP第一ビルが完成し、ビル賃貸業を開始。
- 2007年度 - ベストパーキング特別賞を受賞。
- 2009年9月 - 創業50周年、開業45周年を迎える。
- 2017年から2018年度 - 天井耐震補強工事、非常発電機更新工事を実施。
- 2018年4月 - 豊島区とFFパートナーシップ協定を締結[10]。
- 2023年9月 - ヨドバシホールディングスの子会社化[2]。

## 交通
鉄道からのアクセスは、東日本旅客鉄道（JR東日本）池袋駅北改札が最も近い（地下直結、徒歩2分）
その他、鉄道各線（東武東上線・西武池袋線・東京メトロ丸ノ内線・東京メトロ有楽町線・東京メトロ副都心線）、バス停の池袋駅からも徒歩5-10分